# McClary Ridge
McClary Ridge ist ein schmaler und halbmondförmiger Gebirgskamm an der Foyn-Küste des Grahamlands auf der Antarktischen Halbinsel. Auf der Südseite der Cole-Halbinsel ragt er 8 km südsüdöstlich des Mount Hayes auf.
Im Dezember 1947 nahm der Falkland Islands Dependencies Survey Vermessungen vor, während Teilnehmer der US-amerikanischen Ronne Antarctic Research Expedition (1947–1948) erste Luftaufnahmen anfertigten. Der Expeditionsleiter Finn Ronne benannten den Gebirgskamm nach George Brewer McClary aus Winnetka, Illinois, einem Geldgeber der Forschungsreise.